# Treron affinis
El vinago de los Ghats (Treron affinis) es una especie de ave columbiforme de la familia Columbidae nativa del subcontinente indio. Anteriormente era considerada una subespecie del vinago de Ceilán (Treron pompadora) pero en la actualidad es reconocida como una especie separada.

## Distribución
Se distribuye en los Ghats occidentales, una cadena montañosa en el oeste de la India, extendiéndose al borde de la meseta de Decán. Su área de distribución también incluye las montañas Nilgiri, un afluente de los Ghats occidentales en el noroeste de Tamil Nadu.